# Léonce Marlaud
Pour les articles homonymes, voir Marlaud.
Léonce Marlaud, né le 16 mai 1866 à Chénérailles (Creuse) et mort le 7 septembre 1935, est un homme politique français.

## Biographie
Agriculteur et limonadier, il est maire de Chénérailles en 1892, conseiller d'arrondissement en 1895 et conseiller général en 1901. Il est député de la Creuse de 1912 à 1914.

## Sources
- « Léonce Marlaud », dans le Dictionnaire des parlementaires français (1889-1940), sous la direction de Jean Jolly, PUF, 1960 [détail de l’édition]